# 파울루 세르지우 지 올리베이라 리마
파울루 세르지우 지 올리베이라 리마(포르투갈어: Paulo Sérgio de Oliveira Lima, 1954년 7월 24일, 히우 지 자네이루 주 히우 지 자네이루 ~)는 파울루 세르지우(포르투갈어: Paulo Sérgio)로 알려진 브라질의 전 축구 선수로, 현역 시절 골키퍼로 활약했다.
1972년부터 1988년까지 현역 선수로 활약한 그는 플루미넨시, CSA, 보우타 헤돈다, 아메리카누, 보타포구, 고이아스, 바스쿠 다 가마, 그리고 아메리카 히우에서 활약했다. 그는 1981년 5월부터 1982년 5월까지 브라질 국가대표팀 3경기에 출전하기도 했으며, 1982년 월드컵 선수단에 이름을 올리기도 했다.